# José Luis García Sánchez
José Luis García Sánchez (Salamanca, 22 de setembre de 1941) és un director de cinema espanyol, que ha treballat, a més, com guionista, productor, i en algunes ocasions com a actor (Colorín colorado, 1976). Fill d'un militar d'alta graduació, és llicenciat en Dret i Sociologia. Casat amb la cantant Rosa León i pare del director de cinema Víctor García León. Va debutar en cinema fent comèdies d'humor corrosiu i el 1978 va ser guardonat amb l'Os d'Or en el 28è Festival Internacional de Cinema de Berlín per Las truchas. El 1985 va rebre la Conquilla de Plata a la millor direcció en el Festival de Sant Sebastià.

## Filmografia

### Filmografia com a director
- Los muertos no se tocan, nene (2011)
- Don Mendo Rock ¿La venganza? (2010)
- Life and Times of Jess Franco (2006)
- María querida (2004)
- ¡Hay motivo! (2004) (sèrie de: "Español para extranjeros")
- Franky Banderas (2004)
- La marcha verde (2002)
- Lázaro de Tormes (2001)
- Adiós con el corazón (2000)
- Siempre hay un camino a la derecha (1997)
- Tranvía a la Malvarrosa (1997)
- El seductor (1995)
- Suspiros de España y Portugal (1995)
- La mujer de tu vida segon episodi de TV: "La mujer cualquiera" (1994)
- Tirano Banderas (1993)
- La noche más larga (1991)
- La mujer de tu vida: La mujer infiel (1990) (TV)
- El vuelo de la paloma (1989)
- Pasodoble (1988)
- Divinas palabras (1987)
- Hay que deshacer la casa (1986)
- La corte de Faraón (1985)
- Cuentos para una escapada (1981) (sèrie denominada "El regalo de los colores")
- Dolores (1981)
- Las truchas (1978) - guanyadora de l'Os d'Or del Festival de Berlín
- Colorín colorado (1976)
- El love feroz o Cuando los hijos juegan al amor (1973)
- Gente de boina (1971)
- Loco por Machín (1971)
- Labelecialalacio (1970)
- Pólipos en las trompas (1968)

## Premis
- Conquilla de Plata del Festival Internacional de Cinema de Sant Sebastià a la Millor Direcció (1985)
- 1993 VII Premis Goya - Goya al millor guió original per Belle Époque
- 1994 VIII Premis Goya - Goya al millor guió adaptat per Tirano Banderas[4]